# Rosmhvalanes

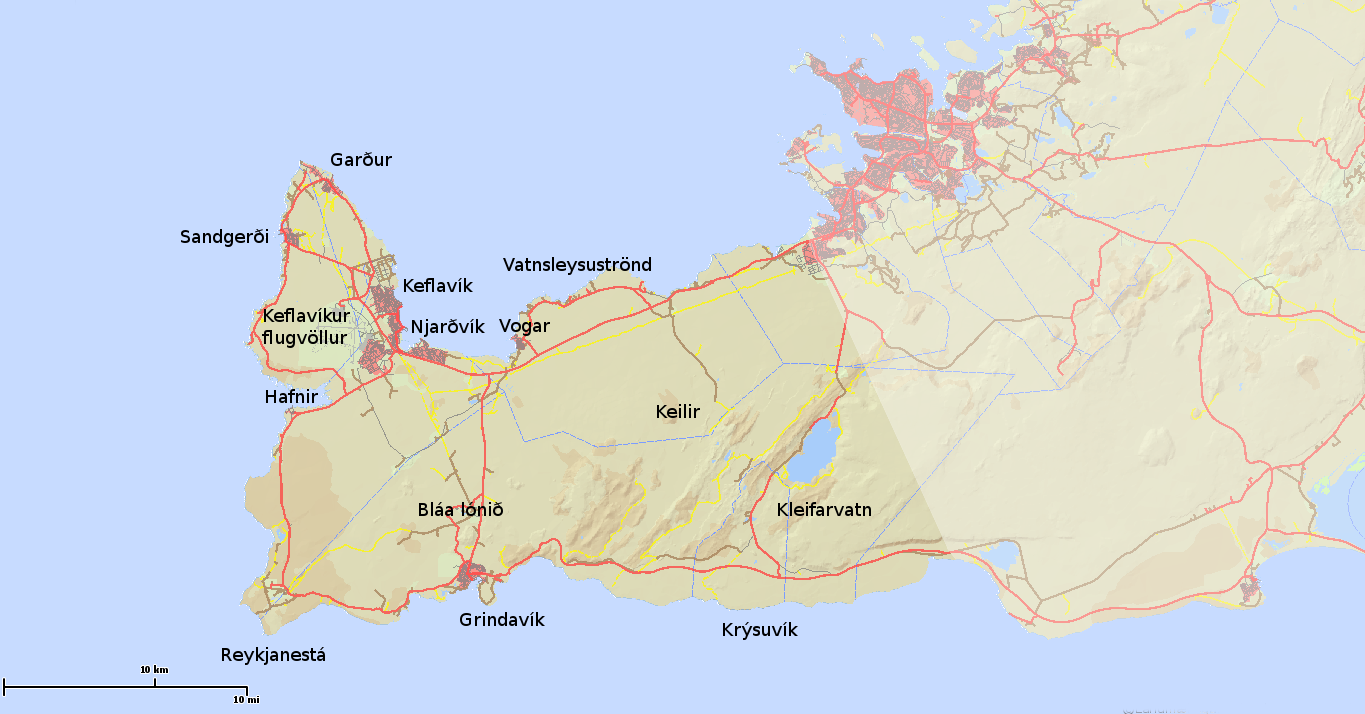
Halvön Reykjanes (Suðurnes).

Rosmhvalanes, även kallat Miðnes, är en 15 km lång udde på sydvästra Island. Den ligger på norra spetsen av Reykjaneshalvön, cirka 40 km väster om Reykjavík. Vid basen, mellan vikarna Ósar i väster och Njarðvík på östra sidan, är udden cirka 6 km bred. Väster om Rosmhvalanes ligger Atlanten medan östsidan gränsar till bukten Faxaflói och den lilla viken Stakksfjörður.
De största samhällena på Rosmhvalanes är Ytri-Njarðvík, Keflavík, Garður och Sandgerði. Vid Keflavík ligger Islands största flygplats, Keflavíkurflugvöllur, som har hand om all flygtrafik med utlandet. Riksväg 41, eller Reykjanesbraut, förbinder Keflavík med Reykjavík.
Den nordligaste spetsen av Rosmhvalanes heter Garðskagi. Här ligger två fyrar som är viktiga för inseglingen till Reykjavík och platsen har också blivit en knutpunkt för fågelskådare.

## Den första bosättningen
Romshvalanes omtalas i Landnámabók, både i Sturlubóks- och Hauksbóksversionerna, och förekommer dessutom i flera sagor, exempelvis Grettis saga, Egils saga och flera av sagorna i Sturlungasagan.
Den första bosättaren på Rosmhvalanes var en kvinna vid namn Steinun (Steinuðr), som fått tillnamnet ″den gamla″. Hon var fränka till hövdingen Ingólfr Arnarson, som omkring 870 mutade in ett stort landnám åt sig själv och sitt folk. Området sträckte sig ända från Ölfusá till Hvalfjörður. Själv byggde han sin gård i Reykjavík. Steinun köpte Rosmhvalanes med omnejd av honom och betalade en brokig hekla för marken. Han sade att han hellre hade velat ge henne landet i gåva, men hon önskade betala för att ingen i efterhand skulle kunna ifrågasätta hennes äganderätt.
Därmed blev Steinun troligen den första kvinna som ägde mark på Island. Sitt köpta landnám fördelade hon sedan mellan sina söner och fränder. Hon hade varit gift med Herlaugr (som uppges ha varit en broder till Skalla-Grím) och hade sönerna Njáll och Arnórr. Hon hade också en fosterson vid namn Eyvindr, som fick bostad mellan Kvíguvágabjarg och Hvassahraun.
Men på 60 år blev Island fullbebyggt, skriver Ari Þorgilsson och samma sak uppges i Sturlubók. Nu hände det tråkiga att många, som kommit försent till den stora huggsexa då Island delades upp, for omkring och utmanade de bofasta på holmgång för att kunna stjäla deras land. Till följd av ett sådant hot tvingades Steinuns fosterson Eyvindr flytta till Bæjarsker utanför Sandgerði.
Den kanske mest omtalade senkomlingen till Rosmhvalanes var Ketill gufa Örlygsson, som kom från Irland cirka 930 och hade med sig en stor hop mordlystna och tjuvaktiga trälar. Han bodde första vintern på Gufuskálar norr om Keflavík, men tvingades till sist iväg och hamnade – efter många irrfärder – i Gufudalur vid älven Gufuá, som rinner ut i Gufufjörður.

## Namnet
Rosmhvalr är ett gammalt fornvästnordiskt ord för ″valross″. Rosmhvalanes kan alltså översättas ″Valrossnäset″. Ordets förled är besläktat med fornhögtyskans ros(a)mo, ″rödaktig, rödbrun″ och syftar på djurets hudfärg. Ett vanligare ord för valross är rostungr (modern isländska rostungur), vars egentliga betydelse tycks vara ″den rostfärgade″. Hybridformer av dessa båda ord förekommer också i gamla handskrifter, exempelvis rostmhvalr.
Ganska många ortnamn på den isländska västkusten anses syfta på ″valross″. Fångst av rosmhvalir nämns på flera ställen i lagsamlingen Grágás, liksom i Jónsbók, och en valrossjakt omtalas i Hrafns saga Sveinbjarnarsonar, men det är ovisst hur talrika djuren var då Island bebyggdes. En möjlighet är att ortnamnen minner om platser där det har varit möjligt att hitta valrosselfenben. Arkeologen Bjarni Einarsson har föreslagit att dessa platser, där valrossar funnits i tusentals år innan människor kom dit, kan – likt sägnernas elefantkyrkogårdar – ha varit översållade av ben och betar så att det för de första nybyggarna bara var att ströva runt och plocka upp rikedomarna från marken. Om detta är sant, bör det ha varit enorma förmögenheter som kunde insamlas på dessa platser. Valrossbetar ersatte i hög grad elfenben i Europa under denna tidsperiod, och även benen var värdefulla, både som material till hantverksprodukter och inom folkmedicinen.